# ブライアン・セッツァー
ブライアン・セッツァー（Brian Setzer、1959年4月10日 - ）は、アメリカ合衆国のミュージシャン、ギタリスト。ストレイ・キャッツ、ブライアン・セッツァー・オーケストラのメンバーとして活動。ニューヨーク州マサペクア出身。

## 概要・来歴
少年時代にビートルズを聴き、ジョージ・ハリスンの写真を見てギターに興味を抱くようになり、8歳でレッスンを受け始めた。そして、1976年頃にジーン・ヴィンセントの「ビー・バップ・ア・ルーラ」をジュークボックスで聴き、クリフ・ギャラップのギター・ソロに衝撃を受けてロカビリーに傾倒していった。
1979年にストレイ・キャッツを結成し、そのボーカル、ギター担当としてネオロカビリーブームにて一世を風靡した。1986年にソロ・デビューを果たし、1990年にはブライアン・セッツァー・オーケストラを結成。
金髪のリーゼント（クイッフ）が特徴だが、地毛は黒である。両腕全般にはタトゥーがある。また、大のスカルコレクターでもある。ギターはグレッチ製の物を特に使用。
布袋寅泰と親交が深く、1996年に発表されたアルバム『King & Queen』にて初共演した。実現しなかったものの、2005年には共同プロジェクト（バンド活動）も予定されていた。2006年8月には、共同シングル「BACK STREETS OF TOKYO」が発売され、布袋出演のテレビコマーシャルのコマーシャルソングにも起用された。2007年1月には、東京都、神奈川県、大阪府にて行われた布袋主催によるライブに参加し、日本を代表するギタリストの一人、Charを交えた“三大ギタリスト”の競演が実現した。また、互いにシグネチャーモデルの物品を使用する仲でもある。
元プロ野球選手のイチローのファンでもあり、2002年2月から放送されたペプシコーラのテレビコマーシャルにイチローの活躍を歌った「Pep Pep Pepsi」という楽曲を提供している。この楽曲は後に歌詞を変えて「Sexy, Sexy」という曲名でアルバム『Best of The Big Band』に収録された。
本人役でザ・シンプソンズに出演したことがある。
2025年2月、自身のInstagramにおいて、自己免疫疾患を発症しており、手の痙攣でギターが弾けなくなっていること、メイヨー・クリニックへ通院していること、徐々に回復はしているが、ギターを弾けるようになるまでには時間がかかることなどを公表している。

## 作品
- ザ・ナイフ・フィールズ・ライク・ジャスティス - The Knife Feels Like Justice （1986年）
- ライヴ・ヌード・ギターズ - Live Nude Guitars （1988年）
- ロッキン・バイ・マイセルフ - Rockin' By Myself （1993年）
  - ライブ盤。日本のみ発売。
- イグニッション! - Ignition! （2001年）
  - ブライアン・セッツァー'68 カムバック・スペシャル名義での作品。
- ニトロ・バーニン・ファニー・ダディー - Nitro Burnin' Funny Daddy （2003年）
- ロカビリー・ライオットVol.1：ア・トリビュート・トゥ・サン・レコーズ - Rockabilly Riot Vol. 1: A Tribute To Sun Records （2005年）
- 13 - 13 （2006年）
- レッド・ホット&ライヴ! - Red Hot & Live! （2007年）
  - ブライアン・セッツァー・アンド・ザ・ナッシュヴィリアンズ名義での作品。
- セッツァー・ゴーズ・インストゥル-メンタル - Setzer Goes Instru-MENTAL! （2011年）
- ロカビリー・ライオット!ライヴ・フロム・ザ・プラネット - Rockabilly Riot! Live from the Planet （2012年）
- ロカビリー・ライオット:オール・オリジナル - Rockabilly Riot! All Original（2014年）

### 主なセッション参加作品
- 1982年 ビル・ワイマン - Bill Wyman/ビル・ワイマン
- 1985年 カム・アウト・アンド・プレイ - Come Out and Play/トゥイステッド・シスター
- 1987年 センティメンタル・ハイジーン - Sentimental Hygiene/ウォーレン・ジヴォン
- 1987年 ヘブン・オン・アース - Heaven on Earth/ベリンダ・カーライル
- 1993年 マディ・ウォーター・ブルーズ - Muddy Water Blues: A Tribute to Muddy Waters/ポール・ロジャース
- 1993年 トラフィック・フロム・パラダイス - Traffic from Paradise/リッキー・リー・ジョーンズ
- 1995年 Tokyo Rose（シングル）/中森明菜 - 編曲、プロデュース、カップリング曲「優しい関係」の作曲も担当。
- 1996年 King & Queen/布袋寅泰
- 2006年 SOUL SESSIONS/布袋寅泰
- 2011年 Ghost on the Canvas/グレン・キャンベル
- 2014年 Ready Steady Go!/ドレイク・ベル
- 2014年 ステップ・バック〜ルーツ2 - Step Back/ジョニー・ウィンター

## 出演
- 映画『ラ★バンバ』 - La Bamba (1987年)
  - エディ・コクラン役
- 『ザ・シンプソンズ』 - The Simpsons (2002年)声の出演
- 映画『カントリー・ベアーズ』-The Country Bears (2002年)本人役